# Adenviken ME03

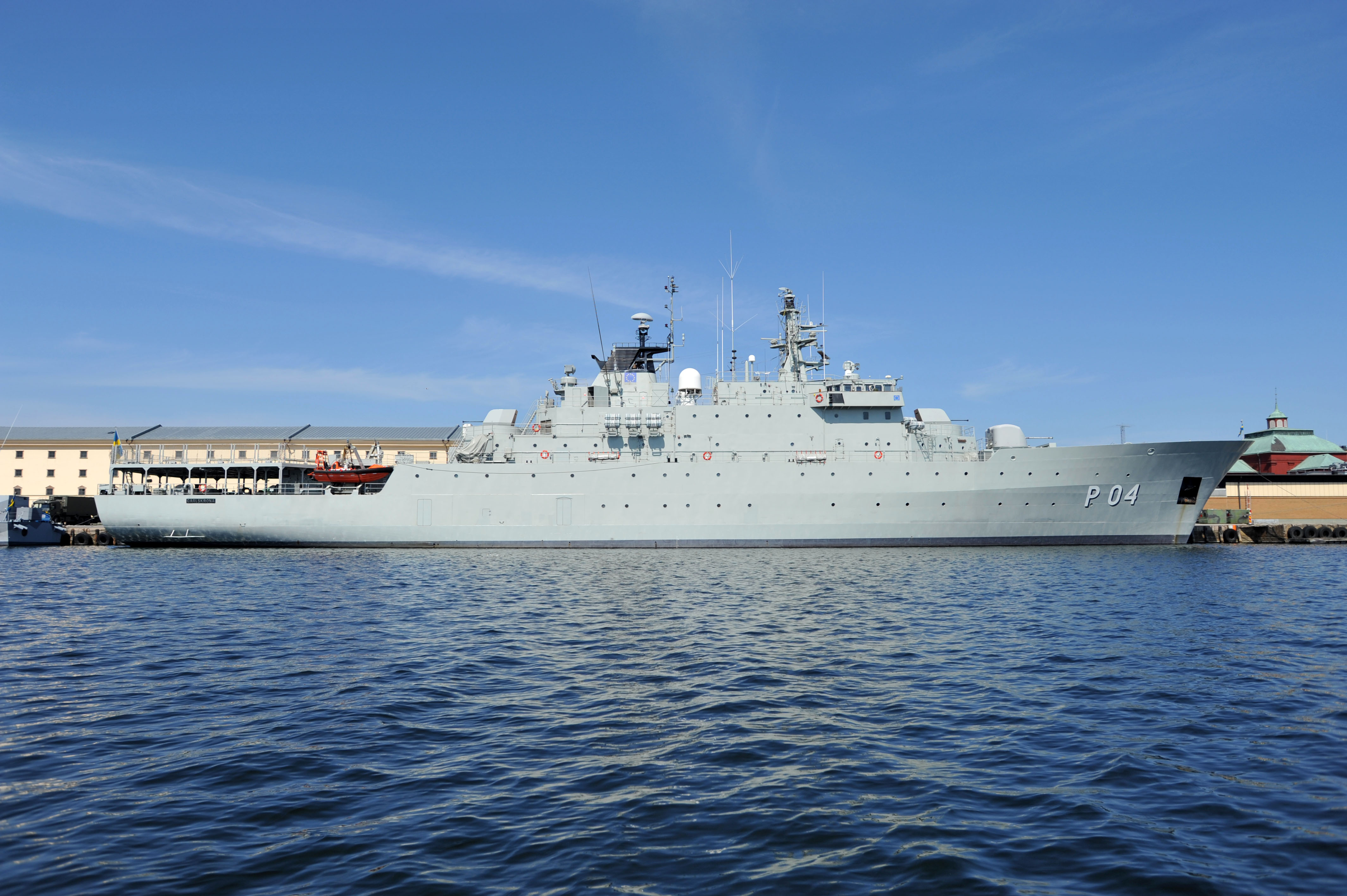
HMS Carlskrona 2011

ME03 var det tredje svenska förbandet i Sveriges bidrag till EU-operationen EU NAVFOR - Operation Atalanta. I mitten av mars 2013 avseglade HMS Carlskrona till insatsen i Adenviken för att från april till augusti delta i EU:s marina insats. Den 25 augusti anlöpte HMS Carlskrona hamnen i Karlskrona igen. Även under ME03 medverkade fartygsbaserade helikoptrar, bestående av två Hkp 15 i styrkebidraget Operation Atalanta|EU NAVFOR - Operation Atalanta. Under ME03 medverkade även F17 med att upprätta och drifthålla den sambandstekniska infrastrukturen, i form av delar av Kommunikationsnät flygbas (Komnät Fbas), för de stödsystem som logistikenheten i Djibouti nyttjar .

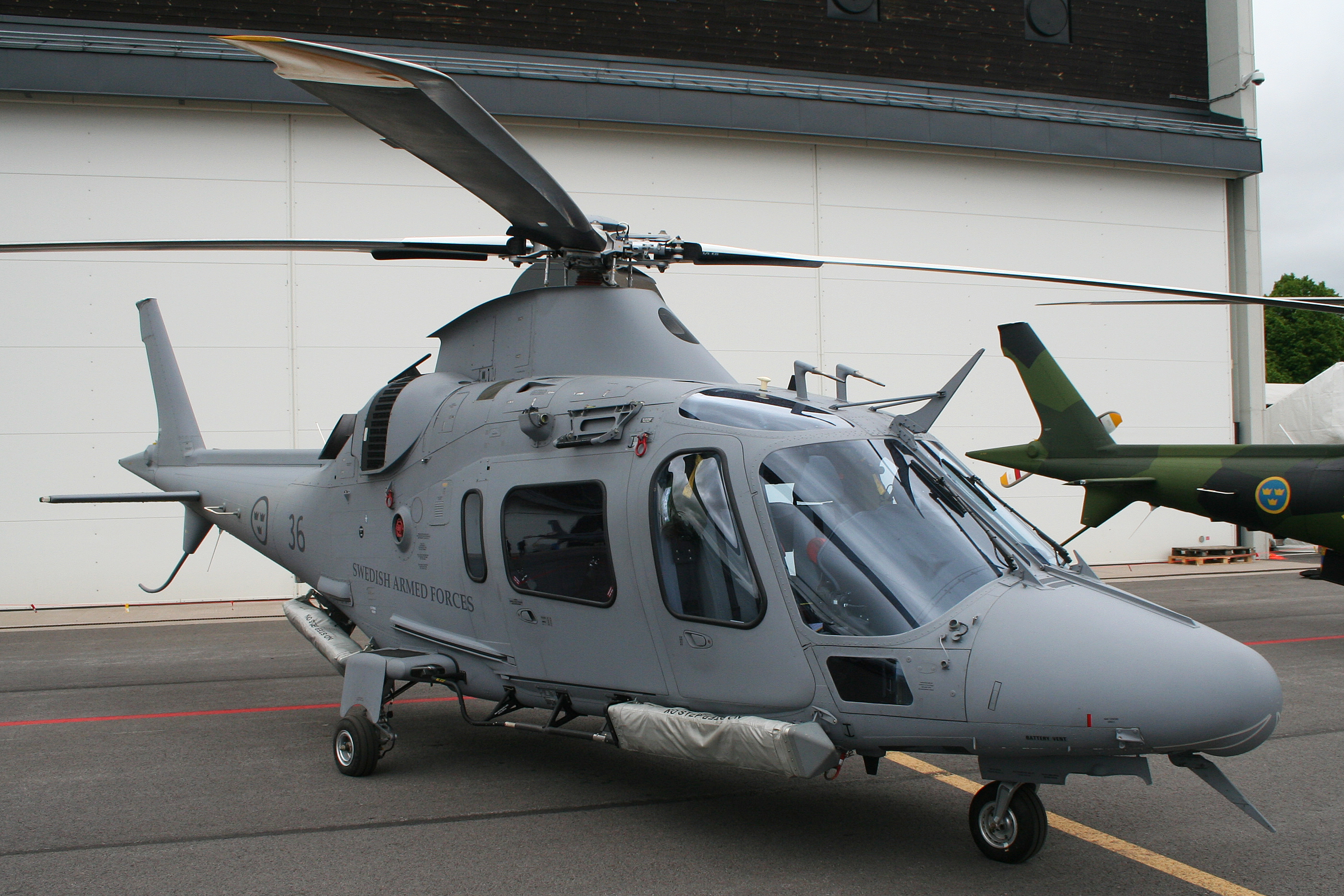
Hkp-15B

## Bakgrund
I likhet med tidigare insatser, ME01 och ME02 syftade insatsen till att skydda fartyg som transporterade mat och förnödenheter till Somalia för FN-organet World Food Program (WFP).

## Insatser

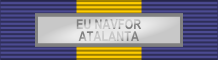
EU NAVFOR ATALANTA släpspänne

I mitten av april avvärjde HMS Carlskrona en misstänkt piratattack där en båt, en så kallad "skiff", observerades från helikoptern. Skiffen valde då att återgå till land.
Den 6 juni 2013 ingrepp HMS Carlskrona mot ett kapat indiskt fartyg med 14 besättningsmän ombord. Det kapade fartyget bevakades av HMS Carlskrona och efter några timmar valde piraterna att ge upp och lämna fartyget.
Den 26 juli rapporterade HMS Carlskrona att det kapade fartyget FV Naham 3 slitit sig från sin förtöjning utanför Somalias kust. HMS Carlskrona följde händelseförloppet. FV Naham 3 kapades den 26 mars 2012 och hade sedan dess varit förtöjt ihop med fartyget MV Albedo som kapades 26 november 2010 och sedan dess hållits av piraterna. MV Albedo sjönk en månad tidigare.. 